# Хиден, Мартин
Ма́ртин Хи́ден (нем. Martin Hiden; 11 марта 1973, Штайнц, Австрия) — австрийский футболист, защитник.

## Карьера

### Клубная
Воспитанник футбольных школ клубов «Санкт-Штефан-об-Штайнц» и «Штурм», в котором начал и профессиональную карьеру в 1992 году. В 1994 году перешёл в зальцбургскую «Аустрию», в составе которой один раз стал чемпионом Австрии и дважды становился обладателем Суперкубка Австрии. В 1996 году вернулся в «Штурм», став вместе с ним победителем Кубка Австрии в 1997 году, в июле того же года перешёл в венский «Рапид», а в январе 1998 года переехал в английский «Лидс Юнайтед», с которым 25 февраля подписал контракт, и уже 28 февраля дебютировал в составе клуба в матче против «Саутгемптона».
В 2000 году его трансфер за сумму в 500.000 £ выкупила венская «Аустрия», в составе которой Мартин во второй раз стал чемпионом Австрии и выиграл Кубок Австрии в 2003 году, после чего снова перешёл в венский «Рапид», с которым снова стал чемпионом Австрии в 2005 году и номинально в 2008 году, в 2007 году стал обладателем Кубка Интертото, а в сентябре того же года участвовал в первом круге Кубка УЕФА, помимо этого, в 2006 году был капитаном команды, а в 2005 году участвовал вместе с командой в групповом турнире Лиги чемпионов. С января по июнь 2008 года выступал на правах аренды за клуб «Аустрия Кернтен», после чего вернулся в «Рапид». В 2009 году снова стал игроком клуба «Аустрия Кернтен».

### В сборной
В составе главной национальной сборной Австрии дебютировал 25 марта 1998 года в товарищеском матче со сборной Венгрии. В 2007 году провёл 2 матча в качестве капитана команды. Принимал участие в финальной части чемпионата мира 1998 года, однако, так ни разу и не вышел на поле в составе команды. Участник чемпионата Европы 2008 года, сыграл один матч: 16 июня против сборной Германии.

## Достижения
Чемпион Австрии: (4)
- 1994/95, 2002/03, 2004/05, 2007/08

Обладатель Кубка Австрии: (2)
- 1996/97, 2002/03

Обладатель Суперкубка Австрии: (2)
- 1994, 1995

Обладатель Кубка Интертото: (1)
- 2007